# Кулхави, Ярослав
Ярослав Ку́лхави (чеш. Jaroslav Kulhavý; род. 8 января 1985, Усти-над-Орлици, Чехия) — чешский велогонщик специализации кросс-кантри, олимпийский чемпион 2012 года, серебряный призёр Олимпийских игр в Рио-де-Жанейро, победитель чемпионатов мира и Европы.
Является неоднократным победителем легендарной многодневки Absa Cape Epic.